# Hospital de Órbigo
Hospital de Órbigo és un municipi de la província de Lleó, a la comunitat autònoma de Castella i Lleó. En aquesta població hi ha l'interessant pont sobre el riu Órbigo que té l'origen en la calçada romana que unia Lleó i Astorga. El 1434 hi va tenir lloc el cas del Paso Honroso de Suero de Quiñones.

## Història
En l'Edat Mitjana existia un petit poblat en la riba esquerra del riu Órbigo que s'havia anat formant al voltant de l'església de Santa Maria. Es diu Puente del Órbigo. A la fi del segle xvi es va organitzar un altre poblat al costat de l'antic hospital de peregrins, en la riba dreta del riu. L'hospital havia estat fundat per l'ordre de Cavallers de Sant Joan de Jerusalem. Aquest poblat va prendre el nom d'Hospital de Órbigo.
Hospital de Órbigo va ser testimoni i protagonista al llarg de la història d'alguns fets importants: allí es va lliurar una batalla l'any 456 entre els partidaris de Teodoric I i els de Requiari. Es creu que Almansor va passar per aquesta localitat i va travessar el vell pont quan transportava les campanes requisades a Santiago de Compostel·la, de camí cap a Còrdova. Al segle xix, els habitants d'Hospital van destruir els dos extrems del pont per impedir el pas a les tropes de Napoleó.
Aquest poble té gran tradició en productes agraris. L'any 1890 don Francisco i don Pedro Blanco de Sierra Pambley van fundar l'Escola d'Ampliació d'Instrucció Primària i d'Agricultura. Gran part dels habitants treballen en fàbriques de pinsos i llet. El sector de serveis està progressant així com el sector de turisme.

### Camí de Sant Jaume
Hospital de Órbigo és un pas obligat en el Camí lleonès. Els peregrins venen des del pas anterior que és San Martín del Camíno, travessen el pont del Pas Honroso i continuen recte, trobant a la seua dreta l'església de Sant Joan dels antics hospitalaris. A la plaça es troben les ruïnes de l'antic hospital i al centre hi ha un creuer de pedra, símbol que pot veure's al llarg de tot el camí de Sant Jaume. El municipi compta amb un modern alberg per a peregrins. El peregrí continua la seua marxa fins a travessar la carretera i arriba a una bifurcació. Des d'allí trobarà la carretera cap a Astorga que és el següent punt important de la peregrinació.

## Monuments i llocs d'interès
- Pont del Paso Honroso:

És un pont medieval del segle xiii, construït sobre el riu Órbigo. Sembla massa gran per al que és el riu però abans de la construcció de l'embassament de Barrios de Luna, aquest riu portava gran cabal. Té 19 arcs i està bastant ben conservat. Es van fer restauracions en diferents èpoques. És monument nacional des de 1939.
Està enclavat en l'antiga calçada romana que anava des de León (Legio Setena Gemina) fins a Astorga, que era en temps dels romans la capital de la província Asturica Augusta.
El seu nom prové d'un famós torneig que va tenir lloc l'any jacobeu de 1434. Des de 1997, el primer cap de setmana de juny, Hospital de Órbigo celebra les seues justes medievals del Paso Honroso, en record d'aquella gesta i com a atracció turística declarada Festa d'interès turístic regional.

## Demografia
El municipi ha mostrat, en l'última dècada, una lenta però sostinguda tendència a la disminució de la seua població. L'any 2015, segons l'INE, els habitants d'Hospital de Órbigo arribaven als 995 (491 homes i 504 dones).
| 1996  | 1998  | 1999  | 2000  | 2001  | 2002  | 2003  | 2004  | 2005  | 2006  |
| ----- | ----- | ----- | ----- | ----- | ----- | ----- | ----- | ----- | ----- |
| 1.195 | 1.145 | 1.147 | 1.127 | 1.126 | 1.116 | 1.104 | 1.080 | 1.051 | 1.078 |

| Gràfica d'evolució de Hospital de Órbigo entre 1877 i 2017 |
|                                                            |

## Comunicacions

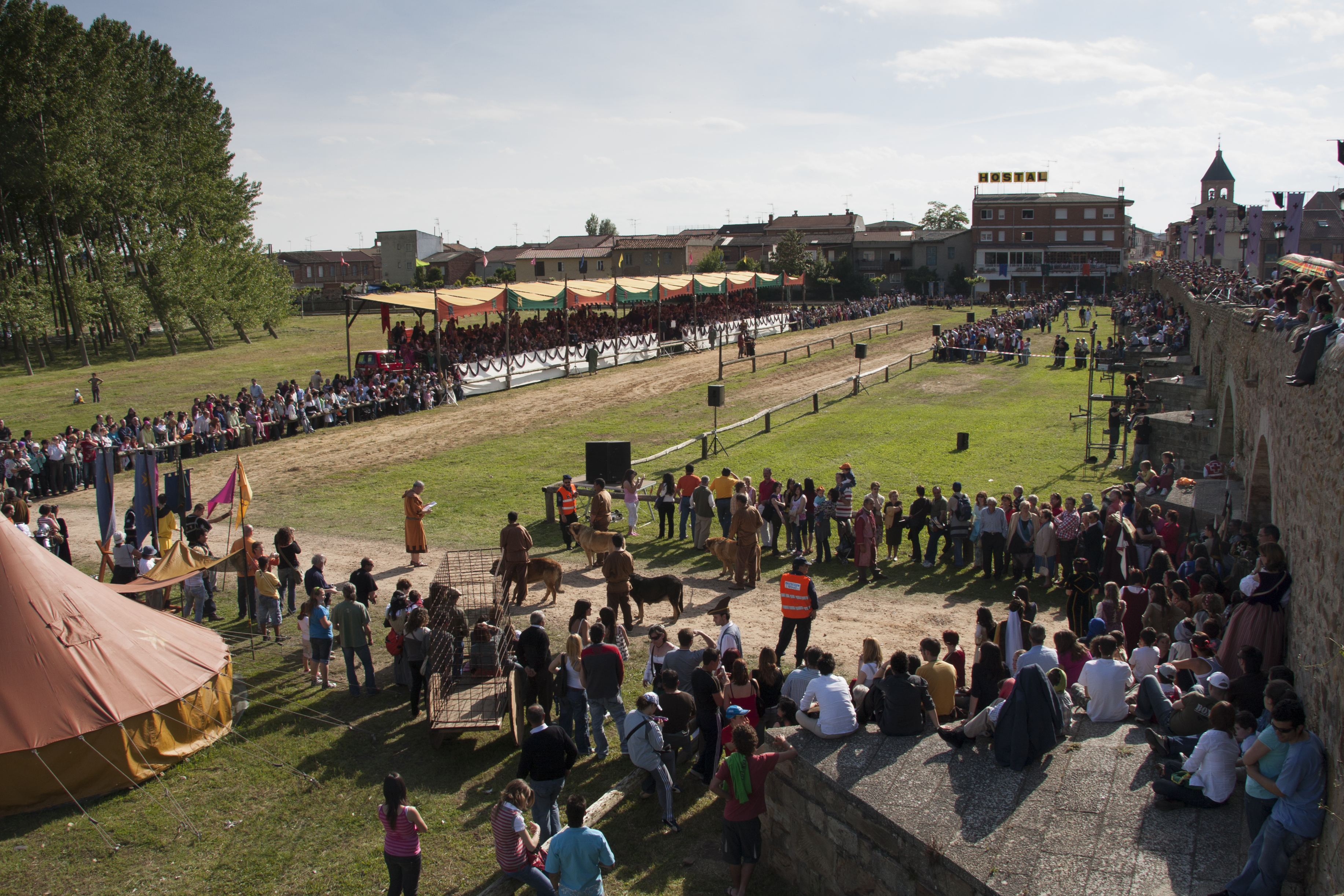
Justes Medievals del Paso Honroso

### Carretera
Es troba just en l'estratègic encreuament de la carretera LI-420, (que uneix La Bañeza (Lleó) amb l'autopista A-66 que es dirigeix a la cornisa cantàbrica), i la N-120 que la uneixen amb la capital provincial, Lleó i amb Astorga.

### Ferrocarril
Pel municipi discorre el traçat del ferrocarril Lleó - Monforte de Lemos.

## Gastronomia
- La truita del riu Órbigo es l'estrela de la gastronomia en la ribera.[2]